# Zakłady Mięsne „Pekpol Ostrołęka”
Zakłady Mięsne „Pekpol Ostrołęka” S.A. – jeden z polskich zakładów w branży przetwórstwa mięsnego z siedzibą w miejscowości Ławy k. Ostrołęki.
W ofercie ZM Pekpol znajdują się m.in. wędzonki, kiełbasy cienkie i grube, parówki i mortadele, wędliny podrobowe i garmażeryjne, wyroby blokowe, a także wyroby wegetariańskie i wegańskie. 

## Działalność
Zakłady Mięsne „Pekpol Ostrołęka” liczą prawie 40 lat. Od czasów powstania zakład został zmodernizowany, a cały proces produkcyjny zautomatyzowany. Zakłady dysponują rozwiniętym parkiem maszynowym, w skład którego wchodzą m.in.: potokowa linia do rozbioru mięsa czerwonego, linia do plasterkowania wędlin i linia do pakowania produktów w kartony. Modernizacja i wprowadzenie nowych technologii to nie jedyny czynnik rozwoju Zakładów. Istotnym elementem jest zachowanie w produkcji wyrobów tradycyjnych i wieloletnich receptur. Firma produkuje 120 pozycji asortymentowych.

## Dystrybucja
Dzięki rozwiniętej sieci dystrybucji produkty Zakładów Mięsnych „Pekpol Ostrołęka” dostępne są na terenie całej Polski, w sklepach detalicznych oraz w sieciach: Makro, Kaufland, Intermarché i Netto. Oprócz rynku krajowego, produkty można kupić również w wielu krajach Europy, m.in. w Estonii, Niemczech, Francji, Holandii, Anglii, Irlandii, Czechach oraz na Litwie, Łotwie i Węgrzech.

## Linie „Pekpol Ostrołęka”
- „Spiżarnia Dębowa”
- „Dary Puszczy”
- „Kurpiowska Chata”
- „Paryżanki”

## Nagrody i wyróżnienia
- Złote Medale Międzynarodowych Targów Poznańskich Polagra 2013 dla wyrobów „Golonka pieczona” i „Kiełbasa podwawelska oryginalna”[6].
- Godło „Konsumencki Lider Jakości – Debiut Roku 2013” dla produktów w plastrach ZM Pekpol (program „Konsumencki Lider Jakości” organizowany przez redakcję „Strefy Gospodarki”, dodatku do „Dziennika Gazety Prawnej”)[7].
- Miano „Produkt najwyższej jakości w przemyśle mięsnym” (konkurs Instytutu Biotechnologii i Przemysłu Rolno-Spożywczego) dla produktów: „Pasztetowa Ostrołęcka”, „Pasztetowa Delikatesowa” oraz „Schab w galarecie” i „Szynka w galarecie” (edycja Wiosna 2013[8]), a także „Kabanosy dębowe” i „Szynka dębowa” (edycja Jesień 2012[9]).
- Dwukrotne odznaczenie godłem, „Najlepsze w Polsce”, dla parówek „Paryżanki” ZM Pekpol w „Konsumenckim Konkursie Jakości Produktów”[10].
- Certyfikaty BRC, IFS i ISO 22000[11].